# 芝地駅
芝地駅（しばちえき）は、かつて埼玉県入間郡古谷村（現・川越市）古谷上に存在した、西武鉄道大宮線の停留場。

## 概要
黒須駅からそのまま南東にまっすぐ進み、荒川を越えて東に進路を変えた先にあった。
当停留場周辺は荒川等の氾濫によりたびたび水害に見舞われる土地であり、大宮線の線路も水をかぶりすぎて、ついに枕木がぐずぐずに腐る状態にまで進行した。やむなく会社側が1928年（昭和3年）に枕木を新調し、大宮側の一部でのみ使用していた60ポンドレールを使用して強度を稼がざるを得ない状況になったこともあった。
当駅は荒川にほど近く、開業して間もない明治45年の時点で駅周辺に人家が皆無である。

## 歴史
- 1906年（明治39年）4月16日：川越電気鉄道により開業。
- 1914年（大正3年）12月：会社合併に伴い、武蔵水電川越東線の停留場となる。
- 1922年（大正11年）
  - 6月1日：会社分離に伴い武蔵鉄道（後の西武鉄道）の停留場となる。
  - 11月17日：川越東線の線名改称に伴い、大宮線の停留場となる。
- 1927年（昭和2年）8月28日 - 9月3日：車庫火災により運休。
- 1940年（昭和15年）12月20日：大宮線休止。
- 1941年（昭和16年）2月25日：大宮線の廃線に伴い廃止となる。

## 廃線後の状況
荒川が1920年（大正9年）より37年の歳月をかけて大改修を受けたことにより、黒須駅の先に残る旧流路から先の廃線跡は完全に潰滅状態と化しており、廃線どころか当時の道すら影も形もない状態である。

## 隣の駅
西武鉄道
大宮線
黒須駅 - 芝地駅 - 高木駅